# Thiré
Thiré település Franciaországban, Vendée megyében. Lakosainak száma 538 fő (2022. január 1.). Thiré La Chapelle-Thémer, Saint-Étienne-de-Brillouet, Saint-Juire-Champgillon, Saint-Valérien és Saint-Jean-d’Hermine községekkel határos.

## Népesség
A település népessége az elmúlt években az alábbi módon változott:
| Lakosok száma | 573  | 567  | 582  | 570  | 561  | 553  | 544  | 537  | 538  |
|               | 2013 | 2015 | 2016 | 2017 | 2018 | 2019 | 2020 | 2021 | 2022 |